# Sara Silva Rebelo
Sara Silva Rebelo (ur. 21 kwietnia 1981 w Coimbra) – portugalska wioślarka.

## Osiągnięcia
- Mistrzostwa Świata Juniorów – Linz 1998 – jedynka – 13. miejsce[1].
- Mistrzostwa Świata Juniorów – Płowdiw 1999 – jedynka – 9. miejsce[1].
- Mistrzostwa Świata – Eton 2006 – jedynka – 13. miejsce[1].
- Mistrzostwa Świata – Monachium 2007 – jedynka – 17. miejsce[1].
- Mistrzostwa Europy – Montemor-o-Velho 2010 – jedynka – 10. miejsce[1].